# Рихард Зорге
Рихард Зорге (Сабунчи, 4. октобар 1895 — Токио, 7. новембар 1944) био је немачки новинар и совјетски шпијун. Сматра се најбољим совјетским шпијуном у Јапану пре и током Другог светског рата. Био је новинар, који је радио у Немачкој и Јапану. Успоставио је шпијунску мрежу у Јапану, помоћу које је сазнао и јавио на време тачан почетак Операције Барбароса, као и да Јапан не намерава да уђе у рат против Совјетског Савеза, што је Совјетима омогућило да пребаце војску са Далеког истока на московско бојиште.

## Детињство и младост
Рођен је у Сабунчију у Бакуу у царској Русији (данас у Азербејџану). Родио се као најмлађе од деветоро деце у породици немачког рударског инжењера и његове жене Рускиње. Када је истекао уносан уговор, који је његов отац имао са кавкаском нафтном компанијом породица се вратила у Немачку.
Његов рођак Фридрих Адолф Зорге био је некад сарадник Карла Маркса и Фридриха Енгелса. Рихард Зорге је у октобру 1914. учествовао у Првом светском рату као добровољац. Придружио се студентском батаљону пољске артиљерије. На Западном фронту је рањен у марту 1916. Шрапнел му је одсекао три прста и сломио ногу. Доживотно је шепао. Унапређен је, добио је медаљу и демобилисан је.
За време опоравка читао је Маркса и прихватио је комунистичку идеологију, углавном под утицајем оца и медицинске сестре, која га је неговала. Остатак рата студирао је економију у Берлину, Килу и Хамбургу. Докторирао је политичке науке на универзитету у Хамбургу августа 1919. Постао је члан КП Немачке. Због политичких гледишта отпустили су га на неколико места. Побегао је у Москву, где је постао млађи агент Коминтерне.

## Шпијун Црвене армије
Постао је шпијун за Совјетски Савез, а посао новинара је требало да буде покриће да би могао бити у различитим европским земљама да процењује могућности комунистичког устанка.
Од 1920. до 1922. живио је у Золингену. Ту му се придружује Кристина Герлан, жена богатог комунисте Курта Алберат Герлаха, који је био Зоргеов професор политичких наука у Килу. Зорге и Кристина се венчавају у мају 1921. Комунисти су га по задатку 1922. преселили у Франкфурт. Ту је сакупљао информације из пословних кругова. Током 1923. учествовао је у једном комунистичком недељнику у Илменау. Након покушаја комунистичког удара 1923. наставио је да ради као новинар.
Кристина и Рихард су се 1924. преселили у Москву, где постаје члан међународног одељења за везе Коминтерне, које је било део шпијунске мреже. Посвећеност послу доприноси распаду брака. Током 1929. постао је члан Четвртог одељења Црвене армије, а то је било обавештајно одељење.
У Енглеску је стигао 1929, да проучава кретања у радничком покрету, статус комунистичке партије те политичке и економске услове у Великој Британији. Добио је инструкције да се не укључује у политику док живи у Енглеској, него да ради из позадине.
У новембру 1929. вратио се у Немачку. Добио је инструкције да се учлани у нацистичку партију и да се не дружи са левичарима. Да би добио покриће за шпијунске активности радио је за новине Гетрајде Цајтунг.

## Кина 1930.
Зорге је 1930. отишао у Шангај, да сакупља обавештајно значајне информације и да потпирује револуцију. Службено је радио као уредник немачке информативне агенције и за Франкфуртер Цајтунг. Ту је успоставио контакт са другим шпијуном Максом Клаузеном. Срео је и добро познату левичарку Агнес Смедли, која га је упознала са Хоцумијем Озакијем, који је радио за јапанске новине Асахи Шимбун. Касније Хоцуми пристаје да се придружи Зоргеовој шпијунској мрежи.
Као новинар Зорге се доказивао као стручњак за кинеску пољопривреду. Због тога је слободно путовао по целој земљи и стварао контакте са члановима КП Кине. У јануару 1932. извештавао је о борбама јапанске и кинеске војске на улицама Шангаја. У децембру 1932. позвали су га натраг у Москву.

## Јапан 1933.
У мају 1933. одлучено је да Зорге оснује шпијунску мрежу у Јапану. Као покриће послали су га у Берлин под шифром „Рамзај“ да обнови контакте у Немачкој, да би могао да прође као немачки новинар у Јапану. У Берлину се дружи са нацистима, чита нацистичку пропаганду, посвећује се Хитлеровом Мајн Кампфу и посећује многе пивнице и прави познанства. Док је био у Немачкој радио је за две новине, а добијао је и подршку од нацистичког теоријског журнала Геополитик. Касније добија посао у Франкфуртер Цајтунгу.
У Јокохаму је стигао 6. септембра 1933. Добио је упозорење да не контактира илегалну јапанску комунистичку партију или совјетску амбасаду у Токију. Његову шпијунску мрежу у Јапану чинили су официр Црвене армије и радио оператер Макс Готфрид Фридрих Клаузен, Хоцуми Озаки и два агента Коминтерне Бранко Вукелић, новинар, који је радио за француски Ви и јапански новинар Мијаги Јотоку, који је радио за један лист на енглеском. Макс Клаузенова жена Ана је била курир са времена на време. Од лета 1937. Клаузен је деловао под покрићем фирме, коју је основао совјетским новцем.
Од 1933. до 1934. Зорге је створио шпијунску мрежу, која је сакупљала информације за НКВД. Имали су контакте са вишим политичарима и на тај начин су имали информације о јапанској спољној политици. Хоцуми Озаки је био у блиским односима са јапанским председником владе Фумимаро Коноје. Озаки је копирао тајна документа за Зоргеа.
У то време било је много теже и опасније сакупљати шпијунске информације у Немачкој. Зорге је у Јапану требало да сакупља информације и о немачким намерама.
Службено Зорге је постао члан нацистичке партије и на тај начин је постао новинар у Јапану. У Токију је блиско сарађивао са немачким амбасадором Еугеном Отом. Амбасаду је користио да би проверио информације, које је већ сазнао. Имао је приступ телеграмима у уреду немачког амбасадора.

## Зоргеова мрежа и обавештајни ратни подаци
Зорге је за Совјетски Савез сакупљао битне податке о пакту против Коминтерне, о немачко-јапанском пакту и упозорио је да предстоји напад на Перл Харбор. Москви је доставио тачан датум немачког напада на Совјетски Савез, тј. почетак Операције Барбароса. Стаљин је игнорисао ту информацију.
Анализа Џорџа Пранга из 1984. с друге стране говори да је Зорге предвиђао операцију око 20. јуна. Тај податак је Зорге добио од заменика војног аташеа у немачкој амбасади у Јапану. Пранг наводи Зорге није никад тврдио да је открио тачан датум.

Совјетска штампа је 1964. објавила да је Зорге 15. јуна обавестио совјетско вођство 
Рат ће почети 22. јуна
 У задње време цитирано је да је Стаљин рекао
Постоји овај гад, који је основао фабрике и борделе у Јапану и чак извештава да ће бити немачки напад 22. јуна. Да ли ви предлажете да му поверујем?
Зорге је 14. септембра 1941. обавестио Црвену армију да Јапанци неће напасти Совјетски Савез све док а) Москва није заузета б) док квантуншка војска није три пута јача од совјетске војске на Далеком истоку и ц) не започне грађански рат у Сибиру.
Та информација је омогућила да се транспортује совјетска војска са Далеког истока и помогне обрану Москве.

## Хапшење и суђење
Како је рат напредовао за Зоргеа је постало јако опасно да одржава шпијунску мрежу. Јапанци су почели сумњати, кад су приметили појачану активност радио преноса. Јапанска тајна служба је већ била пресрела многе његове поруке и круг се почео затварати. Хоцуми Озаки је ухапшен 14. октобра 1941. Зорге је био упозорен да се круг затвара, па је био одлучио да напусти Јапан. Направио је кобну грешку, када није спалио поруку, у којој је упозорен. Поруку је бацио на цесту, а полицајац, који га је пратио је узео поруку. Зорге је ухапшен 18. октобра 1941. У почетку су Јапанци веровали да је Зорге агент Абвера, јер је имао нацистичку прошлост. Абвер је негирао да је он њихов агент. Зоргеа су мучили, али није откривао везе са Совјетским Савезом.

## Вешање
Обешен је 7. новембра 1944. Хоцуми Озаки је истога дана нешто раније. Совјетски Савез није признавао Зоргеа све до 1964. Стаљин није могао дозволити да се зна да је од Зоргеа знао да ће Немачка напасти, а да му није веровао и није ништа учинио.
Одликован је 1964. орденом народног хероја Совјетског Савеза.